# 윌리엄 캄쾀바

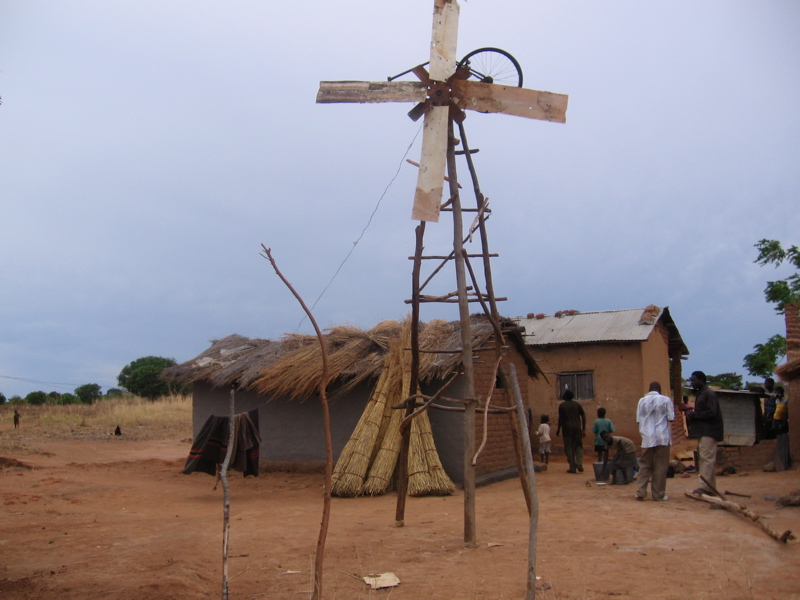
윌리엄 캄쾀바가 제작한 최초의 풍력 터빈

윌리엄 캄쾀바(William Kamkwamba, 1987년 8월 5일~)는 말라위의 발명가, 엔지니어, 작가이다. 그는 2001년 가족이 사는 윔베(Wimbe, 카숭구에서 동쪽으로 23킬로미터 떨어진 마을)에서 가정용 전기기기를 작동시키기 위해 풍력 터빈을 제작해 말라위에서 유명해졌다. 그는 유칼립투스 나무, 자전거 부품, 지역 고철장에서 수집한 재료를 사용해 이를 완성했다. 이후 그는 마을에 처음으로 식수를 공급하는 태양광 펌프를 만들었고, 높이 12미터(39피트)의 풍력 터빈을 포함해 두 대의 풍력 터빈을 더 제작했으며, 말라위의 수도 릴롱궤에도 한 대를 세웠다.

## 생애 및 경력

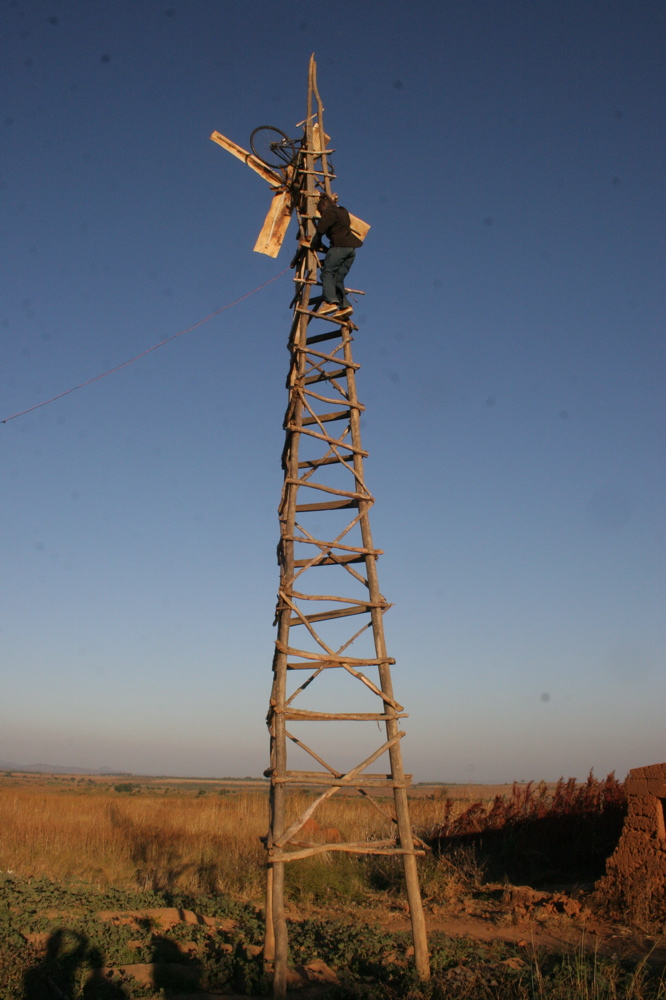
윌리엄 캄쾀바의 새 풍차

캄쾀바는 비교적 가난한 농업 가정에서 태어나 생계를 위해 주로 농사에 의존하며 자랐다. 그는 친구들과 재활용 재료를 이용해 노는 것을 즐겼다. 하지만 극심한 기근으로 인해 학교를 중퇴할 수밖에 없었고, 학비를 감당할 수 없어 다시 학교에 다니지 못했다. 교육을 포기할 수 없었던 그는 지역 학교 도서관을 자주 드나들며 전자공학에 대한 관심을 키우기 시작했다. 이전에도 마을 사람들의 라디오를 수리하는 작은 사업을 하긴 했지만, 수익은 많지 않았다.
기근 이후 캄쾀바는 다시 학교로 돌아갔지만, 학비로 2,000 콰차가 넘는 돈을 내야 했다. 그는 학교에 몰래 들어갔다가 적발되었고, 그의 아버지는 선생님들에게 윌리엄을 계속 다니게 해달라고 애원했다. 결국 선생님들은 이를 허락했고, 아버지는 선생님들에게 담배를 주며 보답했다.
캄쾀바는 도서관에서 《Using Energy》(에너지 활용)라는 책을 읽고 임시 풍력 터빈을 만들기로 결심했다. 그는 값싼 다이너모를 이용해 작은 모델로 실험한 끝에, 아버지의 라디오를 작동시킬 수 있는 풍력 터빈을 완성했다. 마을 농부들과 기자들이 그가 만든 풍차를 조사하러 왔고, 그의 이야기는 국제 언론을 통해 알려지며 명성을 얻게 되었다. 그의 업적에 대한 블로그 글이 Hacktivate에 게시되었고, 2009년 8월 가나에서 열린 '메이커 페어 아프리카(Maker Faire Africa)'라는 행사에도 참여했다.
캄쾀바는 2010년 미국 산타모니카 소재 비영리단체 GO 캠페인(GO Campaign)에서 수여하는 'GO Ingenuity Award' 수상자 네 명 중 한 명으로 선정되었다. 이 상은 개발도상국의 소외된 청소년들과 혁신적 기술을 공유하는 발명가, 예술가, 제작자들에게 주어진다. 그는 이 상금으로 고향 마을에서 풍력 터빈 만들기와 양수기 수리 기술을 가르치는 워크숍을 열었다.
2007년 캄쾀바는 남아프리카공화국 요하네스버그에 있는 아프리카 리더십 아카데미(African Leadership Academy)에 입학해 케임브리지 대학교 A-레벨 커리큘럼과 리더십, 기업가 정신, 아프리카학 등을 통합한 집중 2년 과정을 밟았다. 이후 미국 다트머스 대학교에 진학해 2014년에 졸업했다.

## 인정과 수상

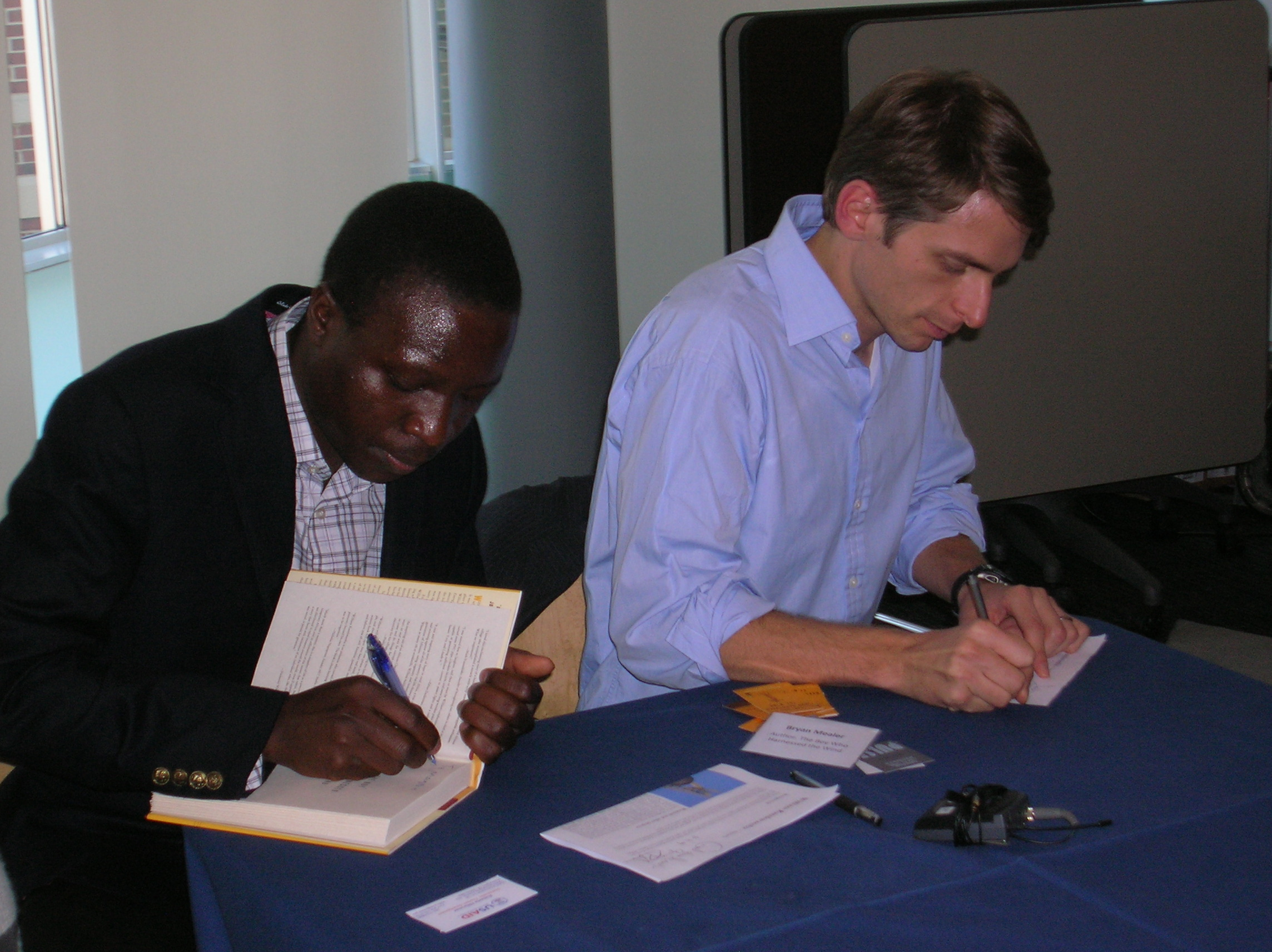
윌리엄 캄쾀바의 책 사인회, 2009년

2006년 11월 말라위 상업 수도 블랜타이어의 《데일리 타임즈》가 그의 풍력 터빈 이야기를 보도하자, 이 기사는 블로그를 통해 급속히 퍼져나갔다. TED 콘퍼런스 디렉터인 에메카 오카포르(Emeka Okafor)는 캄쾀바를 2007년 탄자니아 아루샤에서 열린 TEDGlobal 2007 행사에 연사로 초대했다. 그의 발표는 청중에게 깊은 감동을 주었고, 행사에 참석한 몇몇 벤처 자본가들이 그의 중등 교육을 지원하기로 약속했다. 그의 이야기는 《월스트리트 저널》 기자 사라 칠드리스(Sarah Childress)에게도 소개되었다. 그는 릴롱궤의 아프리카 바이블 칼리지 크리스천 아카데미(African Bible College Christian Academy)에서 학업을 이어갔고, 이후 아프리카 리더십 아카데미를 거쳐 2014년 미국 다트머스 대학교를 졸업했다.
캄쾀바는 2009년 10월 7일 미국의 코미디 뉴스쇼 《더 데일리 쇼》에 출연했으며, 이 자리에서 그의 놀라운 과학적 재능을 두고 농담처럼 '앵거스 맥가이버'에 비유되기도 했다. 또한 그는 2011년 구글 사이언스 페어 소개 행사에 초청 연사로 참석했다.
캄쾀바는 2008년 " 움직이는 풍차 프로젝트(Moving Windmills Project )"라는 비영리 단체를 설립했다. 이 단체는 카숭구를 포함한 말라위 전역의 마을들이 실질적인 개발을 스스로 할 수 있도록 지원하는 것을 목표로 한다. 어린이와 소외 계층의 교육 지원, 저비용 우물 설치, 태양광 펌프 설치, 학교 시설 개선 및 학습 자료 제공 등의 활동을 펼치고 있다. 이 프로젝트의 주된 목표는 깨끗한 식수 제공, 학교 교육 환경 개선, 지속 가능한 농업과 영양 프로그램을 통해 캄쾀바가 겪었던 2002년 말라위 대기근과 같은 참사를 다시는 겪지 않도록 하는 것이다.
캄쾀바는 다큐멘터리 영화 《윌리엄과 풍차(William and the Windmill)》의 주인공으로 등장했으며, 이 작품은 2013년 미국 텍사스주 오스틴에서 열린 사우스 바이 사우스웨스트(SXSW) 영화제에서 다큐멘터리 부문 심사위원 대상을 수상했다.
2010년 그의 저서 《바람을 길들인 소년(The Boy Who Harnessed the Wind)》은 플로리다 대학교와 보이시 주립 대학교의 신입생 필독서로 선정되었으며, 2014년에는 오번 대학교와 미시간 대학교 공과대학에서도 공동 도서로 지정되었다. 윌리엄은 각 대학을 방문해 자신의 책과 삶에 대해 강연했다.
2013년 《타임》지는 캄쾀바를 "세계를 바꾸는 30세 이하 30인" 중 한 명으로 선정했다.
캄쾀바는 마이클 허스트의 저서 《Extraordinary People》에도 소개되었으며, 동명의 음반 《Songs For Extraordinary People》에도 그를 주제로 한 노래가 수록되었다.
2014년 그는 해노버에 위치한 다트머스 대학교에서 환경 연구학 학사 학위를 취득했으며, 명예 단체인 스핑크스 시니어 명예 협회(Sphinx Senior Honor Society) 회원으로 선출되었다.
2019년에는 그의 책은 《바람을 길들인 풍차소년》이라는 제목의 영화로 제작되었고, 추이텔 에지오포가 주연과 각본, 감독을 맡았다.